# Tachyeres brachypterus
Tachyeres brachypterus е вид птица от семейство Патицови (Anatidae).

## Разпространение
Видът е разпространен във Фолкландски острови.